# María Dolores Juliano Corregido
María Dolores Juliano Corregido   (Necochea, 22 de setembre de 1932 - Barcelona, 26 de novembre de 2022) fou una antropòloga social argentina.
Estudià pedagogia al seu país natal, on es va especialitzar en l'estudi de les minories ètniques i en qüestions de gènere com la marginació de la dona a la societat. Després del cop d'estat de 1976 que va desembocar en la dictadura militar de Jorge Videla es va veure obligada a exiliar-se. S'establí aleshores a Barcelona, on el 1977 fou nomenada professora d'antropologia a la Facultat de Geografia i Història de la Universitat de Barcelona, càrrec que ocupà fins que es jubilà el 2001.
Ha publicat nombrosos estudis sobre l'antropologia de l'educació, els moviments migratoris, les minories ètniques, els estudis de gènere i l'exclusió social, i fins i tot el 2002 va comparèixer en la Comissió del Senat sobre la prostitució com a col·laboradora en la redacció de l'informe final de la Comissió. El 2010 va rebre la Creu de Sant Jordi i al 2021 va rebre el premi LASA/Oxfam Amèrica per la seva trajectòria a favor dels sectors marginats.
El març de 2023, va ser una de les personalitats homenatjades per l'Ajuntament de Barcelona en la campanya Ciutat de Dones.

## Obres
- Cultura popular (1986)
- El juego de las astucias. Mujer y construcción de mensajes sociales alternativos (1992)
- Chiapas, una revolución sin dogmas (1995)
- La causa saharaui y las mujeres (1999)
- La prostitución: el espejo oscuro (2002)
- Excluídas y marginales: una aproximación antropológica (2004)
- Marita y las mujeres de la calle (2004)
- Les altres dones: la construcció de l'exclusió social (2005)